# Florschuetziella
Florschuetziella là một chi rêu trong họ Orthotrichaceae.